# ناحیه ساحل
ناحیه ساحل (به لاتین: Sahel Region) یک منطقهٔ مسکونی در بورکینافاسو است که در بورکینافاسو واقع شده‌است. ناحیه ساحل ۳۵٬۳۶۰ کیلومتر مربع مساحت و ۱٬۰۹۴٬۹۰۷ نفر جمعیت دارد.